# Bono (Italie)
Pour les articles homonymes, voir Bono (homonymie).
Bono est une commune italienne de la province de Sassari dans la région Sardaigne en Italie.

## Géographie

### Communes limitrophes
Les communes contigües de Bono sont : Anela, Benetutti, Bonorva, Bottidda, Bultei, Nughedu San Nicolò, Oniferi et Orotelli.

## Histoire

### Origines
Le territoire de Bono est habité par l'homme depuis l'âge nuragique comme en témoignent les nombreux nuraghi disséminés sur tout le territoire.

### Âge judiciaire
Au Moyen Âge, Bono appartenait au Giudicato de Torres et précisément aux curatoria du Goceano avec Bottidda, Burgos, Anela, Esporlatu, Bultei et Benetutti. Dans les premières décennies du XIIe siècle, l'île s'enrichit d'églises, de monastères et de châteaux. Bono avait aussi la nouvelle église, de style roman pisan, aujourd'hui paroisse de San Michele Arcangelo, son couvent, l'un des plus anciens de Sardaigne, à Monte Rasu et à quelques kilomètres du Castello del Goceano.

### Âge moderne
Sous la domination espagnole, Bono a suivi le sort du reste de la Sardaigne : dépeuplement et dépression économique ; mais, en 1721, après le transfert du royaume de Sardaigne à la Savoie, la situation s'améliore avec une augmentation notable de l'activité agricole. En 1796, à la suite de la participation aux soulèvements antiféodales de Giovanni Maria Angioy, natif du lieu, le centre fut attaqué par les troupes piémontaises qui, après l'avoir bombardé, le conquirent. Les Bonesi attendirent les soldats sur le chemin du retour, les attaquèrent et firent des prisonniers. Au début du siècle dernier, la ville était la capitale provinciale pendant quelques années, puis elle a été incluse dans la province de Sassari, bien qu'elle entretienne encore aujourd'hui de plus grandes relations culturelles et économiques avec celle de Nuoro.

## Administration
| Période                                  | Période | Identité    | Étiquette     | Qualité |
| ---------------------------------------- | ------- | ----------- | ------------- | ------- |
| 2012                                     |         | Michela Sau | Liste civique |         |
| Les données manquantes sont à compléter. |         |             |               |         |

### Évolution démographique
Habitants recensés

## Culture locale et patrimoine

### Lieux et monuments

#### Église Saint-Michel Archange
L'église Saint-Michel Archange (Chiesa San Michele Archangelo) est l'église paroissiale, située au cœur de la ville. Elle est datée du XIe siècle.

« La vaste et vieille paroisse Saint-Michel est assez curieuse : au chœur, une statue colossale du saint, intéressante par son antiquité, passe pour un ouvrage de la fin du XIe siècle ; l'archange y paraît beaucoup trop irrité contre le dragon, et il ne le terrasse point avec ce calme puissant et presque divin de la sublime toile de Raphaël. Quelques autres statues plus modernes sont estimées. Le délabrement de cette paroisse remonte aux excès commis en Sardaigne par les Allemands protestants de l'armée de Charles-Quint, envoyés pour soumettre les insurgés. Un objet précieux échappa à cette rapacité sacrilège ; c'est un calice avec sa patène, travail du XIIe siècle et portant les armes du Juge de Logudoro, Gonnario, le pieux fondateur du château de Goceàno. »

— Antoine Claude Valery in Voyages en Corse, à l'île d'Elbe et en Sardaigne, 1837 - tome 2, p. 311.